# بن دایکر
بن دایکر (هلندی: Ben Duijker; ۱ اوت ۱۹۰۳ – ۹ دسامبر ۱۹۹۰) دوچرخه‌سوار اهل هلند بود.